# Dieter Kemper
Dieter Kemper (Dortmund, 11 de agosto de 1937-Berlín, 11 de octubre de 2018) fue un deportista alemán que compitió para la RFA en ciclismo en las modalidades de pista, especialista en las pruebas de persecución individual y medio fondo, y ruta.
Ganó cuatro medallas en el Campeonato Mundial de Ciclismo en Pista entre los años 1965 y 1975.

## Medallero internacional
| Campeonato Mundial | Campeonato Mundial     | Campeonato Mundial | Campeonato Mundial         |
| Año                | Lugar                  | Medalla            | Competición                |
| ------------------ | ---------------------- | ------------------ | -------------------------- |
| 1965               | San Sebastián (España) | Medalla de bronce  | Persecución individual (A) |
| 1966               | Fráncfort (RFA)        | Medalla de bronce  | Persecución individual (A) |
| 1972               | Marsella (Francia)     | Medalla de bronce  | Medio fondo (P)            |
| 1975               | Rocourt (Bélgica)      | Medalla de oro     | Medio fondo (P)            |

## Palmarés en pista
- 1963

 Campeón de Alemania en Persecución
- 1964

 Campeón de Alemania en Persecución
1º en los Seis días de Münster (con Horst Oldenburg)
- 1965

 Campeón de Alemania en Persecución
1º en los Seis días de Berlín (con Rudi Altig)
1º en los Seis días de Frankfurt (con Rudi Altig)
- 1966

 Campeón de Alemania en Persecución
1º en los Seis días de Münster (con Horst Oldenburg)
1º en los Seis días de Bremen (con Rudi Altig)
1º en los Seis días de Colonia (con Rudi Altig)
- 1967

Campeón de Europa de medio fondo
1º en los Seis días de Berlín (con Horst Oldenburg)
1º en los Seis días de Dortmund (con Horst Oldenburg)
1º en los Seis días de Melbourne (con Horst Oldenburg)
- 1968

Campeón de Europa de Madison (con Horst Oldenburg)
1º en los Seis días de Melbourne (con Leandro Faggin)
- 1969

Campeón de Europa de medio fondo
1º en los Seis días de Berlín (con Klaus Bugdahl)
1º en los Seis días de Colonia (con Horst Oldenburg)
1º en los Seis días de Zúrich (con Klaus Bugdahl)
1º en los Seis días de Milán (con Horst Oldenburg)
- 1970

1º en los Seis días de Milán (con Norbert Seeuws)
- 1971

Campeón de Europa de Madison (con Klaus Bugdahl)
1º en los Seis días de Münster (con Klaus Bugdahl)
1º en los Seis días de Dortmund (con Klaus Bugdahl)
1º en los Seis días de Zúrich (con Klaus Bugdahl y Louis Pfenninger)
1º en los Seis días de Groninga (con Klaus Bugdahl)
- 1972

Campeón de Europa de medio fondo
1º en los Seis días de Groninga (con Klaus Bugdahl)
- 1973

Campeón de Europa de medio fondo
1º en los Seis días de Bremen (con Graeme Gilmore)
- 1974

1º en los Seis días de Colonia (con Graeme Gilmore)
1º en los Seis días de Castelgomberto (con Marino Basso)
- 1975

 Campeón del mundo de medio fondo
Campeón de Europa de medio fondo
 Campeón de Alemania de medio fondo
1º en los Seis días de Dortmund (con Graeme Gilmore)
- 1976

 Campeón de Alemania de medio fondo
1º en los Seis días de Colonia (con Wilfried Peffgen)
1º en los Seis días de Copenhague (con Graeme Gilmore)

## Palmarés en ruta
- 1962

Vencedor de una etapa de la Vuelta a Alemania
Vencedor de una etapa de la Vuelta a Suiza
- 1964

Vencedor de una etapa de los Cuatro días de Dunkerque